# Stanisław Michalewski
Stanisław Michalewski (ur. 12 sierpnia 1896 w Kałuszu, zm. 25 maja 1920 pod Polanami na Podolu) – żołnierz Legionów Polskich, armii austriackiej i podporucznik Wojska Polskiego. Uczestnik I wojny światowej i wojny polsko-bolszewickiej. Kawaler Orderu Virtuti Militari.

## Życiorys
Urodził się w rodzinie Kazimierza i Jadwigi z d. Sieradzka. Absolwent gimnazjum w Jaśle. Działał w drużynach strzeleckich. Od 16 sierpnia 1914 w Legionach Polskich. Początkowo w 2 pułku piechoty Legionów Polskich, a następnie w 4 pułku piechoty Legionów Polskich z którym walczył podczas I wojny światowej.
Szczególnie odznaczył się 16 czerwca 1916 pod Optową, gdzie „podczas patrolu, zdecydowanym samodzielnym atakiem zapobiegł rozbiciu swojego oddziału przez nieprzyjacielski zwiad”. 17 maja 1922, za tę postawę, został odznaczony pośmiertnie orderem wojskowym „Virtuti Militari" V klasy.
Po kryzysie przysięgowym od 15 września 1917 wcielony do armii austriackiej i wysłany na front włoski. Od listopada 1918 w odrodzonym Wojsku Polskim w 3 batalionie, 12 kompanii odtworzonego 4 pułku piechoty z którym następnie walczył na froncie wojny polsko-bolszewickiej. Poległ w walce pod Polanami na Podolu. Został pochowany na cmentarzu w Ziembinie. Był kawalerem.

## Ordery i odznaczenia
- Krzyż Srebrny Orderu Wojskowego Virtuti Militari nr 6244 – pośmiertnie, 17 maja 1922[2][4][3][5]
- Krzyż Niepodległości – pośmiertnie[2]